# Garcette de ris
Les garcettes de ris sont des garcettes (bouts de petites longueurs) fixés à demeure sur les voiles, et permettant de ferler la partie inutilisée de la voile après une prise de ris. 
Les garcettes de ris pendent de part et d'autre de la voile en passant par des œillets de ris. Elles sont arrêtées par un simple demi-nœud de chaque côté de l'œillet. Leur longueur doit être suffisante pour que les deux extrémités puissent être nouées l'une à l'autre en passant autour de l'espar (bôme par exemple). 
Essentielles dans la marine traditionnelle, sur les voiles carrées, elles sont progressivement remplacées par des techniques modernes d'enrouleur ou de prise de ris automatiques.